# Altais
Altais (δ Draconis / δ Dra / 57 Draconis) es la cuarta estrella más brillante de la constelación de Draco —el dragón— después de Etamin (γ Draconis), η Draconis y Alwaid (β Draconis).
Su magnitud aparente es +3,07.

## Nombre
El nombre de Altais proviene del árabe Al Tais y significa «la Cabra», en referencia a un asterismo que simbolizaba este animal en la antigua astronomía árabe.
Otra denominación muy utilizada para esta estrella es Nodus Secundus o Nodus II, de origen latino, pues marca el segundo nudo en la figura del dragón.
En la astronomía china, δ Draconis, junto a Tyl (ε Draconis), π Daconis, ρ Draconis y Alsafi (σ Draconis), constituía Tien Choo, «la Cocina Celestial».

## Distancia y cinemática
Altais se encuentra a 97 años luz del sistema solar.
Hace 750 000 años fue cuando estuvo a la mínima distancia de la Tierra —59 años luz—, alcanzando su brillo magnitud +1,97.
La órbita de Altais alrededor del centro de la Vía Láctea es considerablemente excéntrica (e = 0,40, frente a e = 0,16 que tiene el Sol).
Ello hace que en al apoastro —máxima separación— su distancia al centro de la galaxia supere los 17,2 kilopársecs. χ Draconis, Labrum (δ Crateris) y ν Hydrae son ejemplos de estrellas con órbitas galácticas también notablemente excéntricas.

## Características
Altais es una gigante amarillo-naranja de tipo espectral G9III. Sus características son similares a las de Vindemiatrix (ε Virginis), aunque es ligeramente menos luminosa y caliente que esta última.
Su luminosidad es 63 veces mayor que la del Sol y su temperatura superficial es de 4817 K.
Posee un radio 11 veces más grande que el radio solar.
Muestra un contenido metálico inferior al solar en un 32% ([Fe/H] = -0,17).
Con una masa 2,5 veces mayor que la del Sol, tiene una edad aproximada de 700 millones de años. En su núcleo de estrella gigante se produce la fusión del helio en carbono y oxígeno.
Se desconoce si una estrella de magnitud 12 que se halla a 88 segundos de arco de Altais está relacionada con ella o simplemente coincide en la misma línea de visión.